# FC 도쿄
FC 도쿄(일본어: FC東京)는 일본 도쿄도를 연고로 하는 축구팀으로 도쿄 베르디와의 "도쿄 더비", 가와사키 프론탈레와의 "타마가와 더비"로 유명한 클럽이다.

## 역사
1935년에 도쿄 가스 FC(東京ガスFC)로 창단하였으며 1991년에 일본 사커 리그 2부리그로 승격하였고, 1997년에는 천황배 3위, 1998년에는 재팬 풋볼 리그 우승을 차지하였다. 1998년 10월 1일 J리그 가입을 위한 프로축구단 법인을 설립하였고 1999년도부터 J2리그에서 활약하였다. 1999년에 J2리그 준우승을 차지하면서 염원의 J1리그 입성에 성공하여 2000년부터 1부 리그에서 활동하였다.
2002년도에 우라와 레즈의 감독을 역임한 바 있는 하라 히로미가 감독에 취임하면서 2004년 야마자키 나비스코컵을 제패해 우승이라는 숙원을 푸는 데 성공하지만, 그 이후로는 막대한 투자에도 불구하고 2005년 10위, 2006년 13위, 2007년 12위 등 강등권은 아니지만 중위권을 맴도는 부진한 성적에 하라는 2007시즌 종료 후 경질되었다. 이듬해 조후쿠 히로시 감독이 취임하였고 2009년 야마자키 나비스코컵에서 우승, 같은 해 리그 5위를 기록하여 팀 역사상 최고의 성적을 기록하였으나 2010년 9월 9경기 연속 무승으로 인해 조후쿠 감독은 시즌 도중 경질되었다. 후임으로 오쿠마 기요시 전 감독이 9년 만에 복귀하였으나 비셀 고베와의 치열한 강등권 경쟁 속에 교토 상가 FC와의 마지막 경기에서 2:0으로 패배, 2000년 승격 이후 10년 만에 J2로 강등, 이듬해 10월 19일 36라운드 경기에서 가이나레 돗토리를 5:1로 꺾고 시즌 우승과 함께 1년 만에 J1 승격이 확정되었다.
한편, 2016년부터 프로 U-23 팀의 J3 등록이 허락됨에 따라 세레소 오사카 U-23, 감바 오사카 U-23과 함께 U-23팀이 J3에 참가했으나 2021년부터 J3리그에 참가하지 않기로 했지만 2020년 코로나 사태로 리그 개막이 미뤄지면서 예정보다 따른 2020년부터 J3리그 불참을 선언했다.

## 선수 명단

### 현역
참고: FIFA 자격 규정에 따라 소속된 국가대표팀 국기를 표시합니다. 선수는 복수의 FIFA 비회원국 국적을 가지고 있을 수 있습니다.
| 번호 | 포지션 | 국적 | 이름                   |
| ---- | ------ | ---- | ---------------------- |
| 2    | DF     |      | 무로야 세이            |
| 3    | DF     |      | 모리시게 마사토 (주장) |
| 4    | DF     |      | 요시모토 가즈노리      |
| 5    | DF     |      | 마루야마 유이치        |
| 7    | MF     |      | 요네모토 타쿠지        |
| 10   | MF     |      | 가지야마 요헤이        |
| 11   | FW     |      | 나가이 겐스케          |
| 13   | FW     |      | 오쿠보 요시토          |
| 15   | MF     |      | 쿠보 타케후사          |
| 18   | MF     |      | 이시카와 나오히로      |
| 19   | MF     |      | 히라오카 다스쿠        |
| 20   | FW     |      | 마에다 료이치          |
| 21   | MF     |      | 다카하기 요지로        |

| 번호 | 포지션 | 국적 | 이름            |
| ---- | ------ | ---- | --------------- |
| 22   | DF     |      | 도쿠나가 유헤이 |
| 24   | MF     |      | 사사키 와타루   |
| 25   | DF     |      | 오가와 료야     |
| 26   | DF     |      | 야나기 다카히로 |
| 27   | MF     |      | 다나베 소탄     |
| 28   | MF     |      | 우치다 다쿠야   |
| 29   | DF     |      | 오카자키 마코토 |
| 30   | GK     |      | 히로스에 리쿠   |
| 33   | GK     |      | 하야시 아키히로 |
| 34   | MF     |      | 오이지 요시아츠 |
| 35   | MF     |      | 스즈키 요시타케 |
| 36   | DF     |      | 야마다 마사유키 |
| 37   | MF     |      | 하시모토 겐토   |
| 38   | MF     |      | 히가시 게이고   |
| 48   | FW     |      | 다나카 가즈키   |
| 50   | GK     |      | 하타노 고       |
| 51   | MF     |      | 리피 벨로소     |
| 52   | MF     | 태국 | 자키트          |

- 엔도 게이타(2024 ~ )

## 역대 감독
| 감독              | 임기      |
| ----------------- | --------- |
| 이마이 도시아키   | 1993~1994 |
| 조후쿠 히로시     | 2008      |
| 오쿠마 기요시     | 2011      |
| 란코 포포비치     | 2012      |
| 마시모 피가덴티   | 2014~2015 |
| 시노다 요시유키   | 2016~2017 |
| 하세가와 켄타     | 2020      |
| 피터 클라모브스키 | 2023~2024 |

## 역대 우승
- FC 도쿄
  - 천황배: 2011
  - J리그컵: 2004, 2009, 2020
  - J리그 디비전 2: 2011
- 전신 도쿄가스 축구부 (1935~1998)
  - 재팬 풋볼 리그: 1998
- 그 외 타이틀
  - J리그컵 / 코파 수다메리카나 챔피언십: 2010

## 같이 보기
- FC 도쿄 U-23